# Zeusia herculea
Zeusia herculea is een slakkensoort uit de familie van de Aeolidiidae. De wetenschappelijke naam van de soort is voor het eerst geldig gepubliceerd in 1894 door Bergh als Aeolidia herculea.